# Discocyclinidae
Discocyclinidae es una familia de foraminíferos bentónicos de la superfamilia Nummulitoidea, del suborden Rotaliina y del orden Rotaliida. Su rango cronoestratigráfico abarca desde el Paleoceno medio hasta el Eoceno superior.

## Clasificación
Discocyclinidae incluye a las siguientes géneros:
- Actinocyclina †
- Asterophragmina †
- Discocyclina †
- Orbitoclypeus †

Otros géneros considerados en Discocyclinidae son:
- Asteriacites †, considerado subgénero de Orthophragmina, Orthophragmina (Asteriacites), y aceptado como Actinocyclina
- Asterodiscocyclina †, considerado subgénero de Orthophragmina, Orthophragmina (Asterodiscocyclina)
- Bontourina †, aceptado como Discocyclina
- Eudiscodina †, aceptado como Discocyclina
- Exagonocyclina †, aceptado como Orbitoclypeus
- Hexagonocyclina †, aceptado como Discocyclina
- Nemkovella †
- Nodocyclina †, aceptado como Discocyclina
- Orthophragmina †, aceptado como Discocyclina
- Pileocyclina †, aceptado como Orbitoclypeus
- Trybliodiscodina †, considerado subgénero de Discocyclina, Discocyclina (Trybliodiscodina)
- Umbilicodiscodina †, considerado subgénero de Discocyclina, Discocyclina (Umbilicodiscodina)